# Horní Dubová Hora
Horní Dubová Hora (německy Ober Eichberg) je samota a část města Dubá v okrese Česká Lípa. Nachází se asi 2,5 kilometru západně od Dubé, na jihozápadním úbočí kopce Dubová hora. Horní Dubová Hora leží v katastrálním území Dubá o výměře 14,94 km².

## Obyvatelstvo
Při sčítání lidu v roce 1921 ve vsi žilo čtyřicet obyvatel (z toho devatenáct mužů) německé národnosti a římskokatolického vyznání. Podle sčítání lidu z roku 1930 měla vesnice 43 obyvatel s nezměněnou národnostní a náboženskou strukturou.